# Lukavica (gmina Dimitrovgrad)
Lukavica (cyr. Лукавица) – wieś w Serbii, w okręgu pirockim, w gminie Dimitrovgrad. W 2011 roku liczyła 388 mieszkańców.